# Sint-Lambertuskerk (Rosmalen)
De Sint-Lambertuskerk is een katholieke kerk in Rosmalen. De kerk staat aan de Torenstraat / Markt / Schoolstraat, midden in het centrum. De Sint-Lambertuskerk is een rijksmonument. De kerktoren is eigendom van de gemeente 's-Hertogenbosch.

## Sint-Lambertus
De kerk is vernoemd naar Sint-Lambertus, een vroegere bisschop van Maastricht en de enige Maastrichtenaar die ooit heilig is verklaard. De bisschop is op 17e september in de 8e eeuw vermoord.

## Bouwgeschiedenis van de Sint-Lambertuskerk

### Omstreeks 1100-1200
Rosmalen beschikte waarschijnlijk al sinds 1100-1200 over een kerkgebouw. Deze eerste kerk, vermoedelijk daterend uit de periode dat de rivier de Maas voorzien werd van dijken, is, zoals indertijd gebruikelijk was, gebouwd van hout. Later is het bedehuis van tufsteen gebouwd. Deze natuursteen werd tot 1300 veel gebruikt.

### Omstreeks 1430
De huidige toren is gebouwd van baksteen en kreeg rond 1430 zijn huidige vorm. Het onderste gedeelte heeft lagen van tufsteen, zogeheten speklagen. De kerk is omstreeks deze tijd herbouwd.

### Omstreeks 1550
Rond 1550 kreeg de kerk haar basilicale vorm van een middenschip met twee zijbeuken. Ook werden in deze periode het transept en de Mariakapel gebouwd. Het schip werd hoger. Door deze verbouwing lijkt het daarom of de toren laag is in verhouding tot het schip. Voorheen was dit echter niet zo. In deze vorm is de kerk tot 1911 behouden gebleven.

### Vanaf 1911
In 1911 is de achterzijde ingrijpend uitgebouwd tot de huidige vorm. Architect F.A. Ludewig voegde een tweede transept toe en verving het oude koor door een nieuwe. De kerk is in 1977 onder toezicht van Rijksdienst voor het Cultureel Erfgoed gerestaureerd. Het Carillon is in 1982 geschonken door Bouwbedrijf Pennings, ter gelegenheid van het eigen 100-jarig bestaan. Omstreeks dezelfde tijd werd dwars door de oorspronkelijke ruime pastorietuin op last van de gemeente een weg aangelegd door een plaatselijk bouwbedrijf. Van de tuin is heden weinig over; tegenwoordig worden kerk en pastorie door een nieuw aangelegde weg en markt (bij de daar eveneens nieuw gebouwde Vreeburgpassage) gescheiden, slechts een hekje in de muur om de begraafplaats herinnert nog aan het schilderachtige paadje, oorspronkelijk geflankeerd door bomen, dat de pastoor dagelijks placht te belopen op weg naar de mis.

## Naasting en teruggave van de Sint-Lambertuskerk als gevolg van deval van 's-Hertogenbosch
In 1629 viel 's-Hertogenbosch bij het beleg van de stad in handen van Frederik Hendrik en de Republiek der Zeven Verenigde Nederlanden. Alle katholieke kerken in de meierij, ook de Sint-Lambertuskerk van Rosmalen, werden gesloten. De doopboeken van de Hervormde kerk zijn echter pas van 1649. Na het ondertekenen in 1648 van de Vrede van Münster werd de uitoefening van het katholieke geloof verboden. De kerk werd toen overgedragen aan de protestantse minderheid.
In de tijd dat de hervormden de kerk gebruikten waren er minder dan 50 kerkgangers. Ze gebruikten maar een klein gedeelte van de kerk. De rest van de kerk kreeg een andere bestemming. Een gedeelte was in gebruik als raadkamer voor de schepenen en als archiefruimte voor de burgerlijke gemeente. Een ander deel werd gebruikt als gevangenis.
Op 10 november 1823 is bij Koninklijk Besluit door koning Willem I besloten, dat de kerk weer katholiek moest worden. De katholieken werden hersteld in al hun rechten.

## Orgel
Het orgel van de Sint-Lambertuskerk is in 1850 gebouwd door de Noord-Brabander Franciscus Cornelius Smits (1800-1876) uit Reek. Smits was de eerste van drie generaties Noord-Brabantse orgelbouwers. Het orgel is nog vrijwel origineel. Het is niet zo groot, maar heeft een goede klank. Het orgel heeft een zogenaamde donkere klankkleur. Met enige regelmaat vinden er in de Sint-Lambertuskerk orgelconcerten plaats.

## Andere afbeeldingen van de Sint-Lambertuskerk

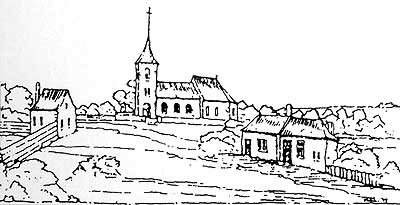
Tekening van de Sint-Lambertuskerk, van vóór 1700
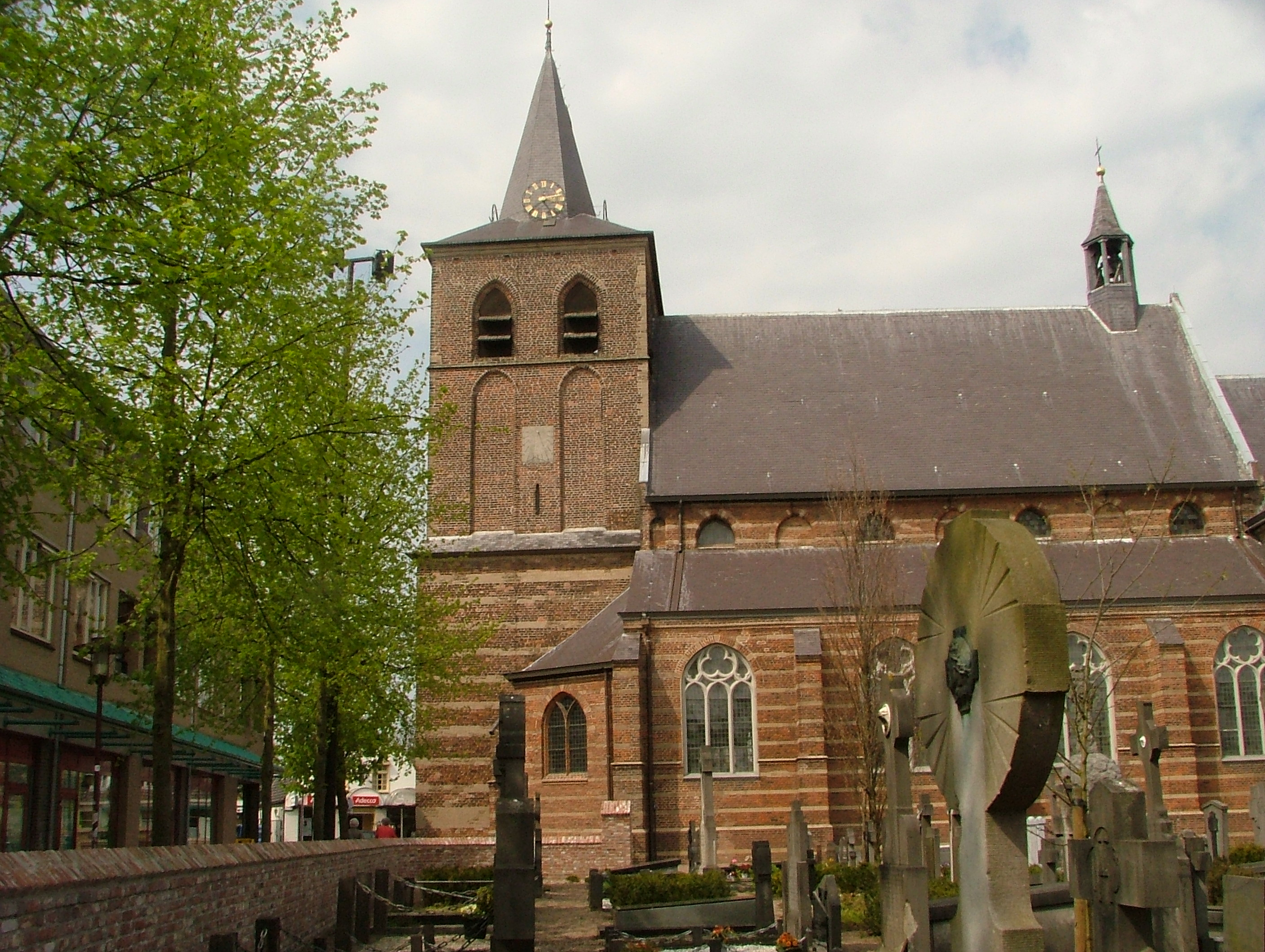
De toren van de Sint-Lambertuskerk